# Bregenz Handball
El Bregenz Handball es un equipo austriaco de balonmano de la ciudad de Bregenz.

## Palmarés
- Liga de Austria de balonmano: 9
  - Temporadas: 2001, 2002, 2004, 2005, 2006, 2007, 2008, 2009, 2010
- Copa de Austria de balonmano: 4
  - Temporadas : 2000, 2002, 2003, 2006

## Plantilla 2024-25
|  | Porteros - 16 Ralf Patrick Häusle - 33 Jan Bergmayer - 46 Jan Kroiss Extremos izquierdos - 07 Niklas Günther - 08 Sebastian Burger - 09 Florian Steurer-Wieser Extremos derechos - 22 Robin Kritzinger Pívots - 10 Max Bergmayer - 17 Serhii Petrychenko - 21 Elias Mager | Centrales - 06 Markus Mahr - 25 David Seewald - 30 Claudio Svečak - 32 Matic Kotar Laterales izquierdos - 11 Matthias Brombeis - 24 Lukas Ulmer - 57 Dian Ramić Laterales derechos - 28 Srđan Predragović - 71 Andreas Schröder |